# Estoloides medioplagiata
Estoloides medioplagiata är en skalbaggsart som beskrevs av Francesco Vitali 2007. Estoloides medioplagiata ingår i släktet Estoloides och familjen långhorningar. Inga underarter finns listade i Catalogue of Life.